# Слаткиш и убица
Слаткиш и убица је амерички филм из 2010. године. Редитељ је Роберт Лукетић, а сценаристи Боб Дероса и Тед Грифин.

## Синопсис
Џенифер Џен Комфелт (Кетрин Хајгл) опоравља се од изненадног раскида уверена да се никада више неће заљубити. Међутим, упознаје човека својих снова Спенсера Адамса (Ештон Кучер), за кога се удаје. Све је идеално док не сазна да јој је муж убица, а онда чини све да открије које још тајне Спенсер крије.

## Улоге
- Ештон Кучер
- Кетрин Хајгл
- Том Селек
- Катарина О`Хана
- Катерин Виник
- Кевин Сасман
- Лиса Ен Валтер
- Кејси Вилсон
- Роб Ригл
- Мартин Мал
- Алекс Борстин
- Летоја Локет
- Мери Бртсонг
- Ашер